# Hans Richter (Schauspieler, 1919)
Hans Richter (* 12. Januar 1919 in Nowawes, heute Potsdam-Babelsberg; † 5. Oktober 2008 in Heppenheim, Landkreis Bergstraße) war ein deutscher Schauspieler und Regisseur.

## Leben
Hans Richter war der Sohn eines Sängers und einer Konzertmeisterin. Schon zu Beginn der 1930er Jahre spielte er im Alter von zwölf Jahren von der Schulbank weg seine erste Rolle in einem Film: den Fliegenden Hirsch in Gerhard Lamprechts Emil und die Detektive. Er überlebte als einziger der jungen Hauptdarsteller des Films den Zweiten Weltkrieg. Diese Rolle legte ihn zunächst als Darsteller von schlauen, etwas vorwitzigen Lausejungen fest und machte ihn in den 1930er Jahren zu einem deutschen Kinderstar. So hatte er bereits vor seiner Volljährigkeit Auftritte in über 50 Filmen gehabt.
Es folgten Rollen in verschiedenen Filmen, die vor und während des Zweiten Weltkriegs gedreht wurden. In Der Mann, der Sherlock Holmes war mit Heinz Rühmann spielte er eine Nebenrolle. Gemeinsam mit Rühmann stand er auch 1944 für Die Feuerzangenbowle als Schüler Rosen vor der Kamera.
Nach dem Abitur an der Menzel-Oberrealschule in Berlin 1943 studierte Richter Kunstgeschichte und nahm Schauspielunterricht bei Albert Florath, wurde aber 1944 zum Kriegsdienst eingezogen und geriet in Gefangenschaft.
Nach dem Krieg gestaltete er Kabarettabende in München, ließ sich dann aber in Hamburg nieder, wo er bis 1960 lebte. In Artistenblut erhielt er 1949 als Clown ausnahmsweise eine Hauptrolle, ebenso in Knall und Fall als Hochstapler (1952). Richter spielte ansonsten heiter-komische Nebenrollen in zahlreichen Filmkomödien und Heimatfilmen wie Schwarzwaldmädel (1950), Grün ist die Heide (1951) oder In München steht ein Hofbräuhaus (1952). Zweimal, in Vatertag (1955) und Hurrah – Die Firma hat ein Kind (1955) führte er selbst Regie. Bei der Neuverfilmung von Die Feuerzangenbowle (1970) spielte er wieder mit, dieses Mal als Dr. Brett.
Ab Mitte der 1950er Jahre wandte sich Richter zunehmend dem Theater zu, wo er insbesondere 1958 bis 1960 am Deutschen Schauspielhaus in Hauptrollen agierte. 1960 wurde er Mitglied des Ensembles der Städtischen Bühnen Frankfurt am Main.
Hans Richter gründete 1974 die Festspiele in Heppenheim, die er fortan als sein eigenes Theaterunternehmen leitete. Er war evangelisch, seit 1945 mit der promovierten Verlegerin und Autorin Ingeborg Richter, geborene Bieber (1921–2009), verheiratet, lebte in Hambach (Ortsbezirk von Heppenheim) und hatte zwei Söhne, Hansjoachim (* 1946) und Thomas (1947–2017). Letzterer übernahm 1992 die Leitung der Festspiele von ihm.
Seine letzte Ruhestätte befindet sich auf dem Waldfriedhof in Bensheim.

## Filmografie (Auswahl)
- 1931: Emil und die Detektive
- 1931: Die Nacht ohne Pause
- 1932: Das Blaue vom Himmel
- 1933: Manolescu, der Fürst der Diebe
- 1933: Brennendes Geheimnis
- 1933: Hände aus dem Dunkel
- 1933: Fahrt ins Grüne
- 1933: Hitlerjunge Quex
- 1933: Der Page vom Dalmasse-Hotel
- 1933: Drei blaue Jungs – ein blondes Mädel
- 1933: Keine Angst vor Liebe
- 1934: Csibi, der Fratz
- 1934: Der schwarze Walfisch
- 1934: Die englische Heirat
- 1935: Frischer Wind aus Kanada
- 1935: Knock out
- 1935: Großreinemachen
- 1935: Ein ganzer Kerl
- 1935: Traumulus
- 1936: Das Hofkonzert
- 1936: Soldaten – Kameraden
- 1936: Das Veilchen vom Potsdamer Platz
- 1936: Das Mädchen Irene
- 1937: Vor Liebe wird gewarnt
- 1937: Ein Volksfeind
- 1937: Der Mann, der Sherlock Holmes war
- 1937: Das große Abenteuer
- 1938: Die Nacht der Entscheidung
- 1938: Gewitter im Mai
- 1939: In letzter Minute
- 1939: Drei wunderschöne Tage
- 1939: Ein hoffnungsloser Fall
- 1940: Der Fuchs von Glenarvon
- 1940: Unser Fräulein Doktor
- 1940: Herz modern möbliert
- 1942: Der 5. Juni
- 1943: Der kleine Grenzverkehr
- 1943: Die Gattin
- 1944: Die Feuerzangenbowle
- 1944: Junge Herzen
- 1948: Der Herr vom andern Stern
- 1948: Blockierte Signale
- 1948: Arlberg-Expreß
- 1949: Die letzte Nacht
- 1949: Artistenblut
- 1949: Um eine Nasenlänge
- 1949: Kätchen für alles
- 1950: Schwarzwaldmädel
- 1950: Auf der Alm, da gibt’s koa Sünd
- 1950: Export in Blond
- 1951: Schön muß man sein
- 1951: Stips
- 1951: Grün ist die Heide
- 1951: Johannes und die 13 Schönheitsköniginnen
- 1951: In München steht ein Hofbräuhaus
- 1951: Durch Dick und Dünn
- 1951: Tanz ins Glück
- 1952: Saison in Salzburg
- 1952: Am Brunnen vor dem Tore
- 1952: Knall und Fall als Hochstapler
- 1952: Cuba Cabana
- 1952: 1. April 2000
- 1953: Die Rose von Stambul
- 1953: Der Vetter aus Dingsda
- 1953: Rote Rosen, rote Lippen, roter Wein
- 1954: König der Manege
- 1954: Mädchen mit Zukunft
- 1954: Clivia
- 1954: Der Zarewitsch
- 1955: Zwischenlandung in Paris
- 1955: Die spanische Fliege
- 1955: Vatertag (auch Regie)
- 1955: Liebe ist ja nur ein Märchen
- 1956: Schwarzwaldmelodie
- 1956: Holiday am Wörthersee
- 1956: Hurra – die Firma hat ein Kind (nur Regie)
- 1956: Das Donkosakenlied
- 1957: Schütze Lieschen Müller
- 1957: Wenn die Bombe platzt
- 1957: Das Herz von St. Pauli
- 1957: 2 Herzen voller Seligkeit
- 1958: Ein Glücksrad dreht sich in Paris (Buch und Regie)
- 1958: Der Maulkorb
- 1959: Der blaue Nachtfalter
- 1959: Traumrevue
- 1959–1960: Nachsitzen für Erwachsene (Fernsehserie)
- 1960: Das Spukschloß im Spessart
- 1960: Wenn die Heide blüht
- 1960: Die junge Sünderin
- 1961: Geliebte Hochstaplerin
- 1961: Ach Egon!
- 1961: Davon träumen alle Mädchen
- 1962: Drei Liebesbriefe aus Tirol
- 1962: Sein bester Freund
- 1962: Tanze mit mir in den Morgen
- 1963: Sing, aber spiel nicht mit mir
- 1963: Unsere tollen Nichten
- 1963: Die schwarze Kobra
- 1963: Das Kriminalmuseum – Zahlencode N
- 1967: Herrliche Zeiten im Spessart
- 1970: Die Feuerzangenbowle
- 1973: Ein junger Mann aus dem Innviertel
- 1974: Sonder-Tribunal (Section spéciale)
- 1979: Neues vom Räuber Hotzenplotz

## Auszeichnungen
- 1967: Berliner Kunstpreis
- 1983: Bundesverdienstkreuz Erster Klasse des Verdienstordens der Bundesrepublik Deutschland
- 1989: Filmband in Gold für langjähriges und hervorragendes Wirken im deutschen Film

## Veröffentlichungen
mit Ingeborg Richter: Hans Richter „Kaum zu glauben, aber wahr!“ Ingeborg-Richter-Verlag, Bensheim 2005.